# Brabham
La Brabham Racing Organisation fou un equip de curses de Fórmula 1 fundat per Jack Brabham i Ron Tauranac. És l'únic equip australià que ha guanyat un campionat mundial.
Fundat el 1961, l'equip va tenir a Jack Brabham i Denny Hulme com els seus conductors principals i Tauranac dissenyant i construint els cotxes.
Jack Brabham, campió mundial de 1959 i 1960, va guanyar el seu tercer títol amb el seu propi equip el 1966. Aquesta fou la primera vegada que un conductor va guanyar un campionat amb el seu propi equip.
L'any següent 1967, l'equip va tornar a guanyar el títol, aquest cop amb Denny Hulme.
A la fi de 1971 Brabham va vendre la companyia a Bernie Ecclestone. Sota la seva direcció, i gràcies als dissenys de Gordon Murray i pilots com Carlos Reutemann o Carlos Pace l'equip tornaria a assolir victòries durant els anys 70, però sense poder lluitar pels títols, en part per la poca fiabilitat del motor Alfa Romeo, que seria substituït per motors Cosworth DFV. El 1981, Brabham guanyaria de nou el Campionat del Món de Pilots amb el pilot brasiler Nelson Piquet, èxit que repetiria el 1983, aquesta vegada utilitzant motor BMW turbo. L'any 1987, Bernie Ecclestone es va desprendre de l'equip, que a partir de llavors entrà en decadència.
Va deixar de competir l'any 1992.

## Palmarès
- Campionats mundials: 2
- Victòries: 35
- Podis: 124
- Poles: 39